# Parque Nacional Abughilan
O Parque Nacional Abughilan é um parque nacional da Líbia. Foi estabelecido em 1992 e cobre uma área de cerca de 4,000 ha (9,900 acres).